# Adam Grzymała-Siedlecki

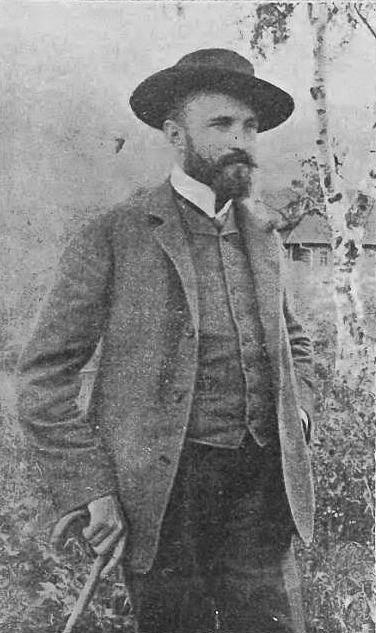
Adam Grzymała-Siedlecki (przed 1906)

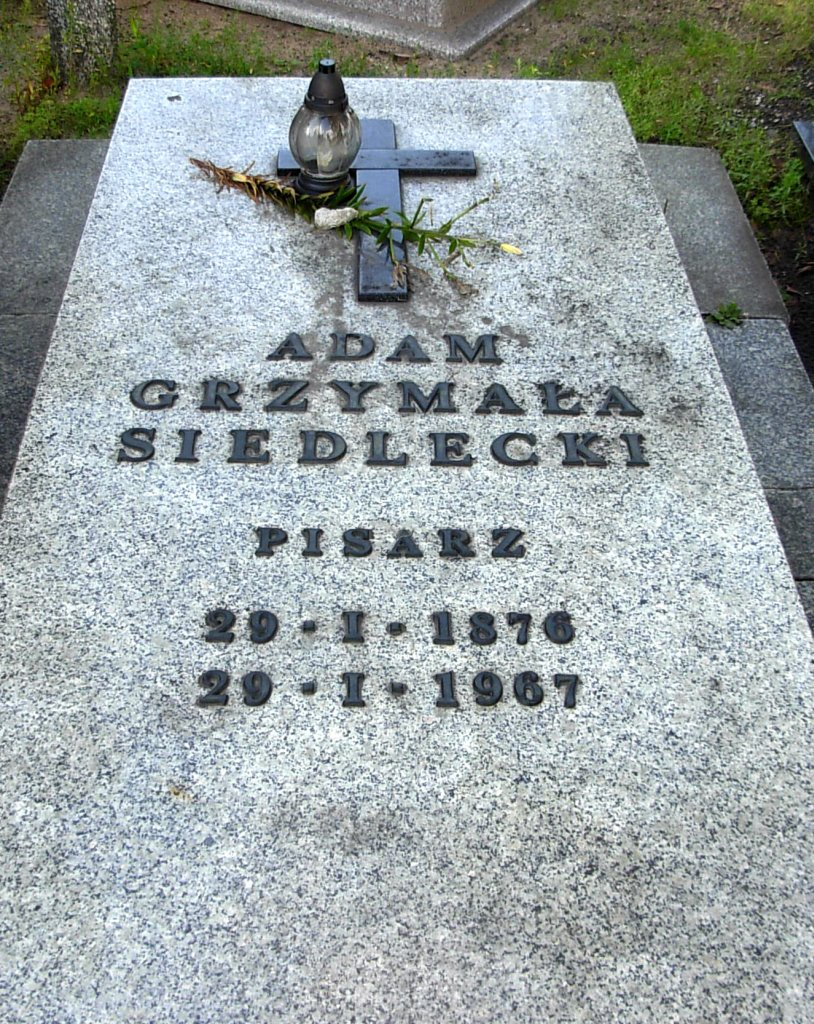
Nagrobek Adama Grzymały-Siedleckiego na cmentarzu Nowofarnym w Bydgoszczy

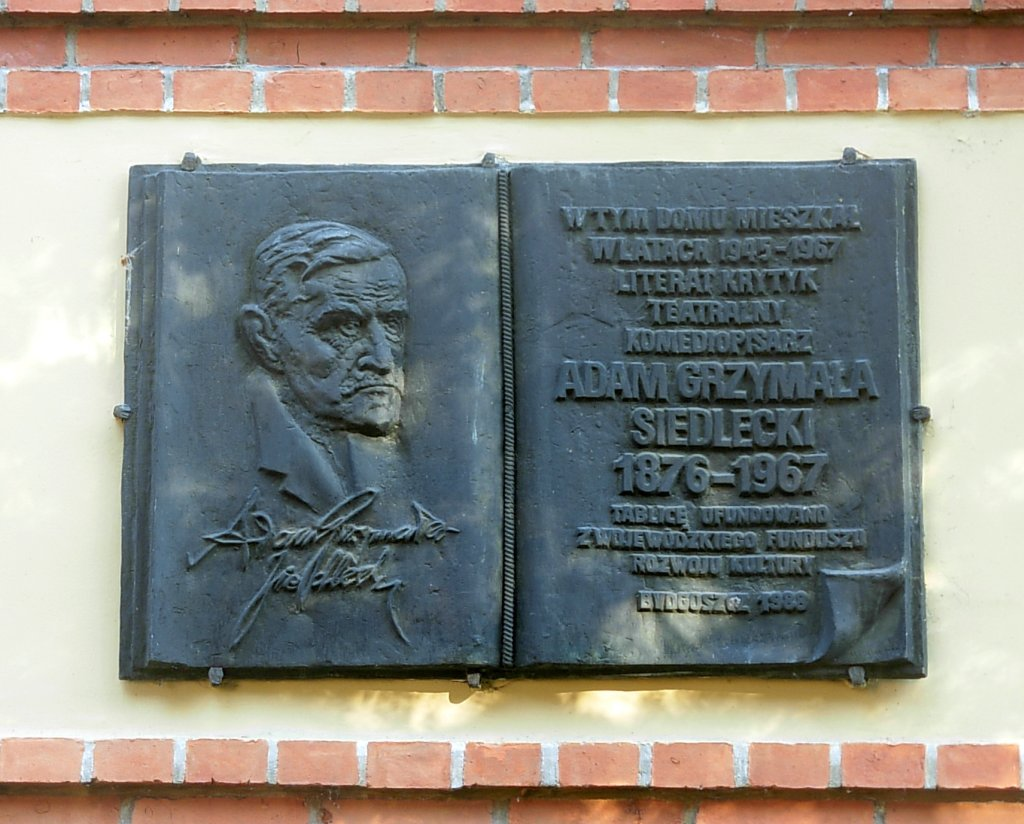
Tablica pamiątkowa na kamienicy przy ul. Libelta 5 w Bydgoszczy, gdzie jest urządzona Izba Pamięci pisarza

Adam Franciszek Józef Grzymała-Siedlecki (ur. 29 stycznia 1876 w Wierzbnie, zm. 29 stycznia 1967 w Bydgoszczy) – polski krytyk literacki i teatralny, dramatopisarz, tłumacz, prozaik, reżyser.

## Życiorys
Urodził się w zubożałej rodzinie szlacheckiej. Był synem Leona, powstańca 1863 r., pisarza gminnego i Julii z Pieprzak-Czaykowskich. Szkołę średnią ukończył w Warszawie. Studia w Szkole Inżynierskiej Wawelberga i Rotwanda (1894–1896) przerwało więzienie w X Pawilonie Cytadeli Warszawskiej za udział w nielegalnych kółkach samokształceniowych. Po zwolnieniu przeniósł się do Krakowa i studiował matematykę i polonistykę na Uniwersytecie Jagiellońskim.
Od 1897 r. współpracował z licznymi czasopismami (warszawskimi, krakowskimi, lwowskimi), publikując ponad półtora tysiąca artykułów i recenzji. W tym czasie zaczął do swojego nazwiska dodawać herbowy przydomek Grzymała.
Był założycielem i dyrektorem Teatru Ludowego w Krakowie (1905–1906), kierownikiem literackim Teatru im. Słowackiego pod dyrekcją Ludwika Solskiego (1906–1911). W 1909 r. napisał swoją pierwszą książkę: „Wyspiański. Cechy i elementy jego twórczości”. W 1910 r. był jednym z organizatorów Związku Artystów i Artystek Teatrów Polskich w Galicji. W latach 1911–1912 podróżował m.in. do Szwajcarii, Francji i Anglii. W latach 1913–1915 był kierownikiem literackim Teatru Rozmaitości w Warszawie, a w 1916–1918 dyrektorem Teatru im. J. Słowackiego i Teatru Ludowego w Krakowie.

### Dwudziestolecie międzywojenne
Po odzyskaniu przez Polskę niepodległości przeniósł się do Warszawy i uczestniczył w życiu politycznym jako zwolennik Narodowej Demokracji. Jako współredaktor „Tygodnika Ilustrowanego” (1918–1921) udał się w czerwcu 1919 r. do Paryża i przesyłał korespondencje informujące o przebiegu kongresu pokojowego. Za sprawą Ignacego J. Paderewskiego powierzono mu funkcję łącznika między polską delegacją rządową a organami prasy krajowej. 28 czerwca 1919 r. był jednym z reprezentantów prasy polskiej przy podpisaniu traktatu pokojowego w Wersalu.
W czasie wojny polsko-sowieckiej był korespondentem wojennym. Swoje obserwacje frontowe zawarł w książce „Cud Wisły”. Następnie pracował nadal jako współredaktor „Tygodnika Ilustrowanego”, współpracując również z „Rzeczpospolitą” i „Kurierem Warszawskim”. 
W październiku 1923 r. przeprowadził się do Bydgoszczy, gdzie mieszkał do lipca 1934 r. Pytany o motywy wyboru nowego miejsca zamieszkania, twierdził, że „pociągała go ziemia na której siedzieli i pracowali jego przodkowie, że brał pod uwagę znaczenie polityczne i strategiczne regionu [...], wreszcie, że dostrzegł tu dogodne warunki dla spokoju, niezbędnego w pracy literackiej”. W mieście tym zajmował się przede wszystkim pracą literacką. Pisał przeważnie komedie i farsy, grywane w teatrach. Do najpopularniejszych należały: „Sublokatorka” (1922), „Popas Króla Jegomości” (1922), „Spadkobierca” (1924), „Samosęki” (1924), „Mamon do wzięcia” (1929), „Miechowiec & syn” (1934). Pisywał również artykuły i felietony, zamieszczane na łamach prasy warszawskiej, poznańskiej („Kurier Poznański”) i bydgoskiej („Dziennik Bydgoski”, „Hallerczyk”, „Gazeta Bydgoska”). W publicystyce nie zamykał się w kręgu spraw czysto artystycznych i literackich. Osiadłszy w Bydgoszczy zwracał uwagę całego kraju na znaczenie Wielkopolski i Pomorza dla II Rzeczypospolitej oraz niebezpieczeństwo grożące ze strony Niemiec.
Aktywnie uczestniczył w życiu umysłowym i kulturalnym Bydgoszczy. Był autorem szeregu prelekcji i odczytów oraz animatorem imprez artystycznych. W latach 1925–1927 brał udział w pracach Komitetu Budowy pomnika Henryka Sienkiewicza w Bydgoszczy. Pracował nad szkicem odtwarzającym dzieje Bydgoszczy od czasów najdawniejszych oraz opowiadał się za włączeniem miasta do województwa pomorskiego i przeniesieniem z Torunia do Bydgoszczy władz wojewódzkich. Dał temu wyraz w broszurce polemicznej „Pomorze czy Toruń?” wydanej w 1937 r. w odpowiedzi na publikację toruńską.
Ściśle współpracował z Biblioteką Miejską w Bydgoszczy, której przekazał w darze ok. 5 tys. jednostek bibliotecznych. Na początku lat 30. przekazał bibliotece kilkanaście książek z poronińskiego księgozbioru Włodzimierza Lenina, co stało się prawdziwą rewelacją.
W 1934 r. przeprowadził się do Warszawy. Opublikował wówczas książkę o Ludwiku Solskim z okazji jego jubileuszu (1935), a w 1938 r. opracował o nim scenariusz filmowy pt. „Geniusz sceny”.

### Okres okupacji niemieckiej
Kampanię wrześniową przeżył w Warszawie. W latach 1940–1941 pracował jako referent w Radzie Głównej Opiekuńczej. Od początku okupacji był obserwowany przez gestapo. W lutym 1940 r. przesłuchiwano go w związku z antyniemieckimi artykułami publikowanymi w latach międzywojennych w „Kurierze Warszawskim” i „Kurierze Poznańskim”. W nocy z 10/11 listopada 1942 r. został aresztowany i uwięziony na Pawiaku. Zwolniony w lutym 1943 r., schronił się w Bielanach koło Grójca, gdzie długo odchorowywał pobyt w więzieniu. W 1944 r. napisał „Sto jedenaście dni letargu. Wspomnienia z Pawiaka z lat 1942–1943” – relację z przeżyć i obserwacji okresu spędzonego na Pawiaku.

### Okres powojenny
W kwietniu 1945 r. ponownie zamieszkał w Bydgoszczy. Znalazł zatrudnienie w Wydziale Kultury i Sztuki Pomorskiego Urzędu Wojewódzkiego, gdzie do 1949 r. był radcą wojewódzkim, kierownikiem Oddziału Literatury i Teatru. Równocześnie w latach 1945–1947 był wykładowcą w Bydgoskiej Szkole Dramatycznej, do której powstania walnie się przyczynił. W latach 1949–1952 wykładał historię teatru w szkole dla instruktorów teatrów ochotniczych. Od 1946 do 1960 r. był także kierownikiem literackim bydgoskiego Teatru Polskiego. W latach 1948–1958 reżyserował w Bydgoszczy przedstawienia: „Przyjaciele”, „Powrót posła”, „Magazyn mód”, „Intryga i miłość”, „Wesele”. W 1961 r. otrzymał dożywotni tytuł honorowego dyrektora Teatru Polskiego w Bydgoszczy przy okazji jubileuszu 65-lecia pracy pisarskiej i 50-lecia działalności teatralnej.
Podobnie jak w okresie międzywojennym był inicjatorem wielu poczynań kulturalnych, unikając jednak oficjalnych wystąpień i usuwając własną osobę w cień. Uprawiał publicystykę i krytykę literacką. Pisywał początkowo przede wszystkim do „Ilustrowanego Kuriera Polskiego” i „Tygodnika Warszawskiego” (1945–1946), a potem m.in. do „Arkony”, „Łodzi Teatralnej”, „Odnowy”, „Ziemi Pomorskiej”, „Żołnierza Polskiego”, „Życia Literackiego”, „Twórczości”, „Tygodnika Powszechnego”, „Teatru”, „Pamiętnika Teatralnego”, „Pomorza”. Z pasją oddawał się pracy literackiej. W Bydgoszczy powstały takie jego utwory, jak: „Wesele pani du Barry”, „Matka i kurtyzana”, „Rekin i syrena” oraz ważne dla historii teatru i literatury książki wspomnieniowe: „Świat aktorski moich czasów” (1957), „Niepospolici ludzie w dniu swoim powszednim” (1961), „Na orbicie Melpomeny” (1966) oraz opublikowana pośmiertnie książka „Tadeusz Pawlikowski i jego krakowscy aktorzy” (1971).
Nie uchylał się od działalności politycznej. W 1945 r. wstąpił do Stronnictwa Pracy oraz uczestniczył w pracach Polskiego Komitetu Obrońców Pokoju.
Zmarł 29 stycznia 1967 r. w Bydgoszczy. Został pochowany na cmentarzu Nowofarnym.

### Rodzina
Adam Grzymała-Siedlecki był żonaty z Marią Szumowską. Miał syna Jacka, prawnika.

## Twórczość
Studia literackie i artykuły krytyczne w „Młodości”, „Życiu”, „Krytyce”, „Sfinksie”, „Museionie”, „Tygodniku Ilustrowanym”, „Słowie Polskim”, „Czasie”, „Dzienniku Poznańskim”, „Rzeczypospolitej”, „Kurierze Warszawskim” i i. Oddzielnie: „Wyspiański. Cechy i elementy jego twórczości” (1909, II. wyd. 1918), studium o „Trzy po trzy” Fredry (wstęp do wyd., 1917), o Reymoncie (wstęp do I. t. „Pism”, 1921), o estetyce Krasińskiego (wstęp do „Myśli o sztuce”, 1912), o Szymańskim (wstęp do „Szkiców”, 1921), rozdziały z przygotowywanej monografii o Fredrze w czasopismach; utwory powieściowe: „Galeria moich bliźnich” (nowele, 1911, II. wyd. 1922), „Samosęki” (powieść, 1924), „Cud Wisły” (Wspomnienia korespondencji wojennych, 1920). Ponadto komedie i farsy: „Sublokatorka” (1922), „Popas króla Jegomości” (1922), „Spadkobierca” (1925), „Podatek majątkowy”, „Maman do wzięcia” (1929), „Pani ministrowa” (1930), „Ich synowa” (1931) i in. Ponadto „Sto jedenaście dni letargu. (Wspomnienia z Pawiaka z lat 1942/1943)” (Wydawnictwo Literackie Kraków 1966).

## Ordery i odznaczenia
- Krzyż Komandorski z Gwiazdą Orderu Odrodzenia Polski
- Krzyż Komandorski Orderu Odrodzenia Polski (4 kwietnia 1956)[3]
- Krzyż Oficerski Orderu Odrodzenia Polski (7 listopada 1925)[4]
- Złoty Krzyż Zasługi (15 czerwca 1946)[5]
- Złoty Wawrzyn Akademicki (4 listopada 1937)[6]
- Odznaka „Zasłużony Działacz Kultury” (1966)
- Odznaka honorowa „Bydgoszcz – Zasłużonemu Obywatelowi” (1960)
- Odznaka honorowa „Za szczególne Zasługi dla rozwoju województwa bydgoskiego”

## Nagrody literackie
- Nagroda im. Leona Reynela za całokształt twórczości (1934)
- Nagroda miasta Bydgoszczy za całokształt twórczej pracy literackiej ze szczególnym uwzględnieniem osiągnięć dramatycznych związanych z teatrem bydgoskim (1956)
- Nagroda województwa bydgoskiego za całokształt działalności w dziedzinie teatru i literatury ze szczególnym uwzględnieniem książki (1957)
- Nagroda artystyczna im. Władysława Pietrzaka (1964)

## Upamiętnienie
Jego imieniem nazwano jedną z ulic na osiedlu Wyżyny w Bydgoszczy.
W 1968 r. zgodnie z życzeniem pisarza, Wojewódzka i Miejska Biblioteka Publiczna w Bydgoszczy zorganizowała w jego mieszkaniu przy ul. Libelta 5 Izbę Pamięci, w której eksponowane są pamiątki po pisarzu oraz materiały dotyczące historii teatru w Bydgoszczy: afisze, programy i fotografie ze sztuk teatralnych. W mieszkaniu mieści się również czytelnia teatrologiczna posiadająca bogaty księgozbiór poświęcony historii teatru polskiego i powszechnego.

## Adam Grzymała-Siedlecki w filmie
W 1984 r. reżyser Jerzy Sztwiertnia nakręcił film 111 dni letargu z Władysławem Kowalskim w roli Adama Grzymały-Siedleckiego.